# 짜익마러

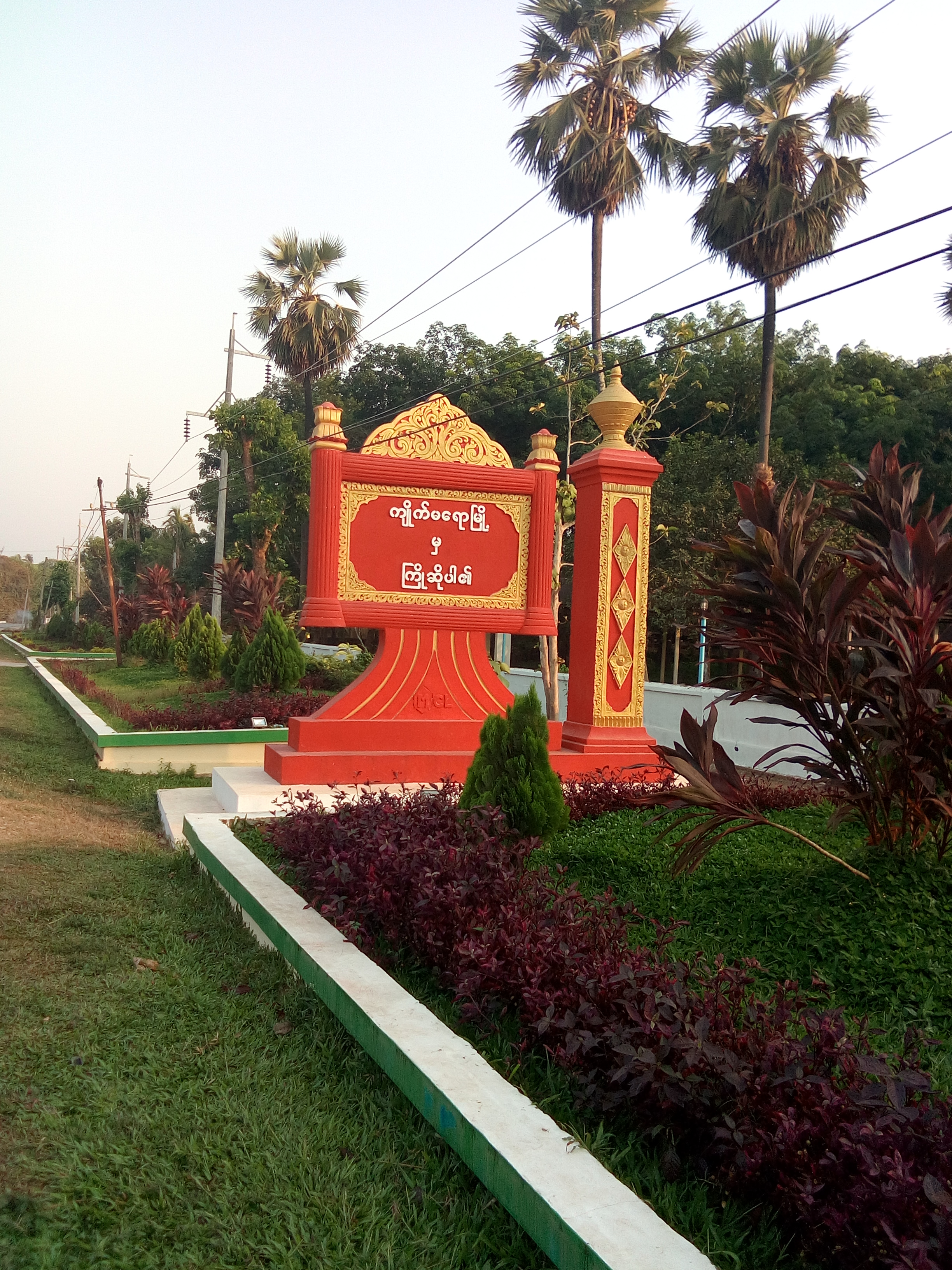
짜익마러시

짜익마러(버마어: ကျိုက်မရောမြို့ 짜익마러묘; 몬어:ကျာ်မြဟ်, 짜익므로흐)는 멀라먀잉의 동남쪽 4킬로미터에 위치한 미얀마, 몬주의 도시이다.

## 관광지
"서양 방식"으로 앉아 있는 거대한 불상인 짜익마라우 파야(Kyaikmaraw Paya)는 마을의 주요 관광지이다. 서기 1455년 미얀마 역사상 유일한 여성 통치자인 신소푸 여왕이 지었다.